# Casa Venegoni
La casa Venegoni est un bâtiment historique de la ville de Milan en Italie.

## Histoire
Les travaux de construction du bâtiment, commencés en 1923, furent achevés en 1927. Il fut conçu par les architectes italiens Gaetano Brusa et Amedeo Ravina.

## Description
Le palais présente un style Art nouveau aux inspirations néogothiques. Il se distingue pour sa tour d'angle qui termine avec une loggia.